# Crash Canyon
A Crash Canyon (franciául Dans l’canyon) kanadai televíziós rajzfilmsorozat, amelyet a Breakthrough Entertainment készített a Teletoon at Night számára, amely 2011. szeptember 18-án mutatta be. A Crash Canyon középpontjában a Wendell család áll, akiknek családi kirándulásuk megpecsételi a sorsukat: autójukkal bezuhannak a Crash nevű kanyonba, ahol már rengeteg, hasonlóan járt ember tengeti életét, mert a kanyonból nincs kiút. A sorozatot magyar szinkronnal az MTV Magyarország mutatta be 2012. március 11-én.

## Szereplők
- Norman – A családfő.
- Sheila – Norman felesége, Roxy és Jake édesanyja.
- Roxy – Egy önző tinilány.
- Jake – Normanék pénzéhes fia.
- Vernon – Norman kórosan elhízott harmadunkoatestvére.

## Magyar változat
A szinkront az MTV megbízásából a Balog Mix Stúdió készítette.
Magyar szöveg: Garamvölgyi Andrea
Lektor: Nékám Petra
Hangmérnök: Gyapjas Károly
Vágó: Katona Edit, Kocsis Éva
Gyártásvezető: Bogdán Anikó
Szinkronrendező: Balog Mihály
Felolvasó: Zahorán Adrienne
Magyar hangok
- Baráth István – Jake
- Konrád Antal –
- Kökényessy Ági – Sheila
- Pusztaszeri Kornél – Norman
- Schneider Zoltán – nagy szakállas
- Simonyi Réka –

## Epizódok
Az epizódok nem kaptak magyar címet. A részeket Kanadában össze-vissza mutatták be, így eshetett meg, hogy az első évad bemutatásának befejezése később volt, mint a második évad nyitó epizódja.

### Évadáttekintés
| Évad | Évad | Részek száma | Részek száma | Eredeti sugárzás     | Eredeti sugárzás  | Magyar sugárzás   | Magyar sugárzás |
| Évad | Évad | Részek száma | Részek száma | Évadbemutató         | Évadzáró          | Évadbemutató      | Évadzáró        |
| ---- | ---- | ------------ | ------------ | -------------------- | ----------------- | ----------------- | --------------- |
|      | 1.   | 18           | 18           | 2011. szeptember 18. | 2013. február 24. | 2012. március 11. | 2012. május 6.  |
|      | 2.   | 8            | 8            | 2012. február 12.    | 2013. március 3.  | 2012. május 13.   | 2012. június 3. |

### 1. évad
| #  | Angol cím                | Magyar bemutató   | Eredeti bemutató     |
| -- | ------------------------ | ----------------- | -------------------- |
| 1  | Pilot                    | 2012. március 11. | 2011. szeptember 18. |
| 2  | Heavyweight Vamp         | 2012. március 11. | 2012. október 5.     |
| 3  | Sheila Could Use a Nap   | 2012. március 18. | 2013. február 10.    |
| 4  | Confidence Builder       | 2012. március 18. | 2012. február 5.     |
| 5  | Chillaxin’ Chutney       | 2012. március 25. | 2013. február 3.     |
| 6  | Moose on the Loose       | 2012. március 25. | 2011. október 16.    |
| 7  | Risky Monkey Business    | 2012. április 1.  | 2012. szeptember 21. |
| 8  | The Out-of-Pantsers      | 2012. április 1.  | 2011. október 2.     |
| 9  | Poker Night              | 2012. április 8.  | 2011. szeptember 25. |
| 10 | He’s The Mayor           | 2012. április 8.  | 2013. február 24.    |
| 11 | The Big Picture          | 2012. április 15. | 2011. október 23.    |
| 12 | Mr. Crash Canyon         | 2012. április 15. | 2013. január 20.     |
| 13 | Hex Marks the Spot       | 2012. április 22. | 2011. november 20.   |
| 14 | Ultimate Wedding Chicken | 2012. április 22. | 2011. november 27.   |
| 15 | The Tees That Bind       | 2012. április 29. | 2011. november 6.    |
| 16 | The Curse of the Monkey  | 2012. április 29. | 2013. január 23.     |
| 17 | Jake’s First Kiss        | 2012. május 6.    | 2011. november 13.   |
| 18 | Sid Our Savior           | 2012. május 6.    | 2011. október 9.     |

### 2. évad
| #  | Angol cím                                               | Magyar bemutató | Eredeti bemutató     |
| -- | ------------------------------------------------------- | --------------- | -------------------- |
| 19 | Vernon Loves Carol and Cake                             | 2012. május 13. | 2012. február 12.    |
| 20 | For Norm the Sell Tolls                                 | 2012. május 13. | 2012. szeptember 14. |
| 21 | Station WNDL                                            | 2012. május 20. | 2012. szeptember 7.  |
| 22 | Over-flubbed                                            | 2012. május 20. | 2013. február 17.    |
| 23 | Trash Canyon                                            | 2012. május 27. | 2013. március 3.     |
| 24 | A Bun in the Canyon                                     | 2012. május 27. | 2012. szeptember 28. |
| 25 | The Wrath of Vaughn                                     | 2012. június 3. | 2012. február 19.    |
| 26 | Less Than 127 Hours aka For the Love of God Die Already | 2012. június 3. | 2013. január 27.     |